# Gonzalo Ramiro del Castillo Crespo
Gonzalo Ramiro del Castillo Crespo OCD (La Paz, 20 de setembro de 1936 — Cochabamba, 14 de janeiro de 2019) foi prelado boliviano da Igreja Católica Romana. Membro da Ordem dos Carmelitas Descalços, foi bispo auxiliar da Arquidiocese de La Paz, de 1983 a 2000, e depois ordinário militar da Bolívia, até 2012.

## Biografia
Nasceu em La Paz, Bolívia, em 20 de setembro de 1936, filho de Elvira Crespo Gutiérrez e Jorge del Castillo Rivera. Estudou nos colégios La Salle e Dom Bosco da mesma cidade.
Entrou no Seminário dos Carmelitas Descalços em Santa Cruz de la Sierra em 1952. Fez o noviciado em Calahorra, Espanha. Emitiu os primeiros votos em 10 de fevereiro de 1957, adotando o nome de Frei Gonzalo de Jesus Maria, e professou os votos perpétuos em 15 de agosto de 1962. Estudou filosofia em Oviedo entre 1957 e 1960, e teologia em Saragoça e Burgos, sendo nesta última ordenado sacerdote em 21 de setembro de 1964.
Enviado ao Brasil, ocupou o cargo de vice-reitor e professor do Seminário Carmelita de Santa Maria, entre 1964 e 1967, depois de mestre de noviços e superior da comunidade de Porto Alegre. Em 1969, obteve do Superior Provincial o direito de regressar à Bolívia, como conventual encarregado da pastoral vocacional, formador, vigário paroquial e depois pároco de Santo Antônio em Cochabamba.
De 1976 a 1978, foi enviado a Roma para a Faculdade de Teologia do Teresianum, onde obteve licenciatura em Teologia Espiritual. De volta à Bolívia, voltou para a Paróquia Santo Antônio, em Cochabamba, como mestre de noviços da ordem. Em 1980, foi nomeado assessor da Federação das Madres Carmelitas da Bolívia e professor de Espiritualidade no Seminário Maior Nacional San José em Cochabamba.
Em 3 de novembro de 1983, o Papa João Paulo II nomeou-o bispo auxiliar da Arquidiocese de La Paz, atribuindo-lhe a sé titular de Temisônio. Sua ordenação episcopal ocorreu em 7 de janeiro seguinte, na Igreja Nossa Senhora do Carmo de La Paz, por imposição das mãos de Dom Jorge Manrique Hurtado, auxiliado por Dom José Armando Gutiérrez Granier, arcebispo emérito de Cochabamba, e por Dom Adhemar Esquivel Kohenque, bispo auxiliar de La Paz. A foi confiada a Vida Religiosa Consagrada, especialmente a contemplativa.
O cargo quase permanente foi o de presidente da Comissão Episcopal Boliviana para a Catequese e a Bíblia. Foi também vigáirio-geral e responsável pelas áreas pastorais periféricas de La Paz. Outras tarefas confiadas a foram a formação de leigos por meio de cursos de evangelização e ministérios para a Grande Missão Arquidiocesana; atenção ao pessoal da Cúria.
Foi vigário das áreas rurais de Yungas e Río Abajo. Atuou como visitador apostólico dos Seminários Diocesanos da Bolívia desde 1994, cargo que lhe foi confiado pela Congregação para a Educação Católica. Em seguida, intensificou seu serviço nas Pastorais Carcerária Arquidiocesana e do Migrante e assumiu a presidência da Comissão Episcopal para a Vida Consagrada.
Foi designado ordinário militar da Bolívia em 14 de abril de 2000. A cerimônia de posse ocorreu em 16 de junho seguinte na Catedral Militar em La Paz, presidida pelo núncio apostólico Dom Józef Wesolowski. Sucedeu a Dom Mario Lezana Vaca, que alcançou a patente de general-de-brigada das Forças Armadas. Dom Gonzalo, por sua vez, recebeu na ocasião a patente de coronel honorário e a medalha Eduardo Abaroa.
Em 9 de setembro de 2009, presidiu o início da missão mariana e da missão permanente com o tema “Com Maria nossa mãe, discípulos missionários para a Bolívia”. A partir do mesmo dia, as imagens da Virgem do Carmo e da Virgem de Copacabana iniciaram a sua peregrinação, visitando, respectivamente, os diversos regimentos e guarnições militares e da polícia. A missão mariana foi concluída em 23 de outubro, com a celebração do Sacramento da Confirmação de jovens militares e policiais.
Durante seu episcopado, confrontou o então presidente boliviano Evo Morales por algumas vezes. Em maio de 2009, quando este demandou que a Igreja escolher entre "rezar ou fazer política, Dom Gonzalo declarou que "a Igreja se preocupa com o bem-estar de cada cidadão e de sua vida espiritual, mas não por isso deve apartar-se da política e das gestões que impulsam cada governo".
Após doze anos no comando do rebanho uniformizado, Dom Gonzalo, então general-de-brigada, apresentou seu pedido de renúncia à Santa Sé por atingir o limite de idade estipulado pelo Código de Direito Canônico. O Papa Bento XVI acolheu seu pedido em 4 de abril de 2012, nomeando como seu sucessor Dom Oscar Omar Aparicio Céspedes.
Participou de duas visitas ad limina apostolorum em 2008 e em 2017.
Viveu seus últimos anos na Paróquia Nossa Senhora do Carmo em La Paz. Sua saúde já inspirava cuidados quando participou da 105ª Assembleia Geral da Conferência Episcopal Boliviana. Concluído o evento, logo foi internado numa clínica em Cochabamba. Na manhã de 14 de janeiro de 2019, entrou em estado de coma e faleceu no início da noite. Seu corpo foi velado no dia seguinte na Paróquia Santo Antônio, sob os cuidados dos carmelitas descalços, em Cochabamba. Em 16 de janeiro, foi transladado para a Catedral Militar de Nossa Senhora de Luján em La Paz, onde suas exéquias foram presididas pelo cardeal Dom Toribio Ticona Porco e, logo após, sepultado em frent ao vitral maior.